# 무아트 알카사스베
무아트 사피 유세프 알카사스베(아랍어: معاذ صافي يوسف الكساسبة, 영어: Muath Safi Yousef Al-Kasasbeh, 1988년 5월 29일 ~ 2015년 1월 3일 추정)은 요르단 공군 조종사로, 이슬람 국가(IS)로부터 분살(焚殺)되어 사망했다.
2014년 12월 24일, IS 공습에서 그가 조종했던 F-16 전투기가 격추되어 추락했다. (한편, 미군은 IS의 요르단 전투기 격추 사실을 부인하고 전투기가 확인할 수 없는 문제가 발생해 추락했다고 주장해왔다. 휴대용 지대공 미사일에 전투기가 격추되었다고 발표했던 요르단 정보국 또한 이에 따라 '확인 할 수 없다'라고 입장을 바꾼 바 있다.) 그는 시리아 락까 근처의 이슬람 국가 무장세력에게 포로가 되었다. 요르단과 IS 사이 석방 논의가 이어졌으나, 그가 살아있음을 증명할 수 없어서 협상은 결렬되었다. 알카사스베는 2015년 1월 3일 즈음 살해된 것으로 추정되며, 모든 협상 과정은 IS가 이목을 끌기 위했던 것으로 추정된다. 또한 IS는 함께 인질로 삼은 일본인 기자 고토 겐지도 알카사스베의 살해 직후 참수된 것으로 추정된다.
2015년 2월 3일 공개된 영상에서는 철창 속에 갇힌 알카사스베 중위가 휘발유를 입힌 옷을 입고 직후 어느 한 대원이 횃불로 밑에 놓여있던 볏짚에 불을 붙이고 볏짚은 따라 불길이 옮겨 붙어 알카사스베 중위가 갇혀있는 철창이 불길에 휩싸이며 알카사스베 중위가 불에 타면서 고통스럽게 죽어가는 모습이 여과 없이 그대로 비춰지면서 요르단 및 전 세계 여론의 규탄을 받기도 했다.